# Suisun Bay
|                                                                                    |  |                                                                    |
| Luchtfoto van de noordelijke Bay Area. Suisun Bay bevindt zich in het noordoosten. |  | Kaart van Suisun Bay en het gelijknamige moeras ten noorden ervan. |

Suisun Bay is een ondiep estuarium in de Amerikaanse staat Californië. Suisun Bay ligt aan de samenvloeiing van de rivieren de Sacramento en San Joaquin, ten westen van de Sacramento-San Joaquindelta; een omgekeerde rivierdelta. De baai verbindt de delta met de Straat van Carquinez, die op haar beurt in de San Pablo Bay en de Baai van San Francisco uitloopt. Inhammen van de Suisun Bay zijn de Grizzly Bay in het noorden en de Honker Bay verder oostwaarts. Ten noorden van Suisun Bay bevindt zich de Suisun Marsh, het grootste brakke moerasgebied aan de westkust van de Verenigde Staten. Het moeras is onderhevig aan de getijden van de Baai van San Francisco. Er leven verscheidene vogel- en andere diersoorten.
Suisun Bay werd in het jaar 1811 naar de Suisun-indianen genoemd, die van oudsher in de streek woonden.
De Suisun Bay Reserve Fleet was een mottenballenvloot van 55 schepen die in de baai aangemeerd lagen. Tot 2012 lag onder andere de USS Iowa (BB-61) in de baai. De laatste schepen van de oude mottenballenvloot werden in augustus 2017 verwijderd conform een plan dat in 2010 werd aangekondigd. Er liggen wel nog steeds een aantal recentere marineschepen in Suisun Bay. De meeste maken deel uit van de Military Sealift Command Ready Reserve Fleet.
Op 28 april 2004 scheurde in de moerassen van Suisun Bay een petroleumpijpleiding van Kinder Morgan Energy Partners. Aanvankelijk werd gemeld dat 1.500 vaten (264 m³) dieselbrandstof in de moerassen waren gestroomd, maar de omvang van de ramp werd later bijgesteld tot ongeveer 2.950 vaten. Kinder Morgan pleitte schuldig aan het exploiteren van een gecorrodeerde pijpleiding (en werd schuldig bevonden voor het niet tijdig op de hoogte stellen van de autoriteiten nadat de lekkage was ontdekt) en betaalde drie miljoen dollar aan boetes en restitutie.